# 84e méridien ouest
En géographie, le 84e méridien ouest est le méridien joignant les points de la surface de la Terre dont la longitude est égale à 84° ouest.

## Géographie

### Dimensions
Comme tous les autres méridiens, la longueur du 84e méridien correspond à une demi-circonférence terrestre, soit 20 003,932 km. Au niveau de l'équateur, il est distant du méridien de Greenwich de 9 351 km,.
Avec le 96e méridien est, il forme un grand cercle passant par les pôles géographiques terrestres.

### Régions traversées
En commençant par le pôle Nord et descendant vers le sud au pôle Sud, Le 84e méridien ouest passe par:
| Coordonnées          | Pays, territoire ou mer  | Notes |
| -------------------- | ------------------------ | --- |
| 90° 00′ N, 84° 00′ O | Océan Arctique           | |
| 82° 22′ N, 84° 00′ O | Canada                   | Nunavut — Île Ellesmere et Île Landslip (en) |
| 76° 25′ N, 84° 00′ O | Détroit de Jones         | |
| 75° 49′ N, 84° 00′ O | Canada                   | Nunavut — Île Devon |
| 74° 32′ N, 84° 00′ O | Détroit de Lancaster     | |
| 73° 31′ N, 84° 00′ O | Canada                   | Nunavut — Île de Baffin |
| 69° 59′ N, 84° 00′ O | Détroit de Fury et Hecla | |
| 69° 46′ N, 84° 00′ O | Canada                   | Nunavut — Péninsule de Melville (continent) et Nagjuttuuq (en) |
| 65° 45′ N, 84° 00′ O | Bassin de Foxe           | |
| 65° 11′ N, 84° 00′ O | Canada                   | Nunavut — Île Southampton |
| 63° 39′ N, 84° 00′ O | Détroit de Fisher (en)   | |
| 62° 30′ N, 84° 00′ O | Baie de Hudson           | Passe juste à l'ouest de l'Île Coats, Nunavut, Canada (à 62° 26′ N, 83° 57′ O) |
| 55° 16′ N, 84° 00′ O | Canada                   | Ontario — continent et Île St. Joseph (en) |
| 46° 06′ N, 84° 00′ O | États-Unis               | Michigan |
| 45° 57′ N, 84° 00′ O | Lac Huron                | |
| 45° 29′ N, 84° 00′ O | États-Unis               | Michigan Ohio — à partir de 41° 43′ N, 84° 00′ O Kentucky — à partir de 38° 47′ N, 84° 00′ O Tennessee — à partir de 36° 35′ N, 84° 00′ O Caroline du Nord — à partir de 35° 26′ N, 84° 00′ O Géorgie — à partir de 35° 00′ N, 84° 00′ O Floride — à partir de 30° 40′ N, 84° 00′ O |
| 30° 05′ N, 84° 00′ O | Golfe du Mexique         | |
| 22° 41′ N, 84° 00′ O | Cuba                     | |
| 21° 59′ N, 84° 00′ O | Mer des Caraïbes         | Passe juste à l'ouest de Îles Swan, Honduras (à 17° 25′ N, 83° 57′ O) |
| 15° 33′ N, 84° 00′ O | Honduras                 | |
| 14° 45′ N, 84° 00′ O | Nicaragua                | |
| 10° 45′ N, 84° 00′ O | Costa Rica               | Passe juste à l'est de San José (at 9° 55′ N, 84° 04′ O) |
| 9° 20′ N, 84° 00′ O  | Océan Pacifique          | Passe juste à l'ouest de Passing just west of Île del Caño, Costa Rica (à 8° 43′ N, 83° 54′ O) |
| 60° 00′ S, 84° 00′ O | Océan Austral            | |
| 73° 32′ S, 84° 00′ O | Antarctique              | Liste des territoires revendiqués par le Chili |